# Abaurrepea/Abaurrea Baja
Abaurrepea/Abaurrea Baja är en kommun i Spanien.   Den ligger i provinsen Provincia de Navarra och regionen Navarra, i den nordöstra delen av landet, 300 km nordost om huvudstaden Madrid. Arean är 10,9 kvadratkilometer. Abaurrepea/Abaurrea Baja gränsar till Abaurregaina/Abaurrea Alta, Arce, Garaioa, Hiriberri/Villanueva de Aezkoa, Jaurrieta och Urraul Alto. 
Terrängen i Abaurrepea/Abaurrea Baja är kuperad västerut, men österut är den platt.